# Christian Gottlieb Haubold
Christian Gottlieb Haubold est un jurisconsulte allemand, né à Dresde en 1766 et mort à Leipzig en 1824.

## Biographie
Il a été, avec Gustav von Hugo et Friedrich Carl von Savigny, un des fondateurs de l'école historique, et un des créateurs de l'enseignement moderne.
Fils d'un professeur de physique, il fut élevé sous la direction de son oncle, Maurice Haubold, qui était jurisconsulte, puis il suivit les cours de l'université de Leipzig, et, à vingt ans, il ouvrit dans cette ville, en qualité de privat-docent, un cours d'histoire au droit romain qu'il continua jusqu'à sa mort. C'est dans cette chaire qu'il commença, timidement d'abord, la grande révolution que, quelques années plus tard, son camarade et son ami Hugo devait accomplir avec tant d'éclat. En 1787, Haubold se fit recevoir docteur en droit. Deux ans plus tard, il devenait professeur extraordinaire d'antiquités du droit, et, vers la même époque, Hugo commençait son enseignement à Gœttingue.
Les services que ces deux savants juristes rendirent à la cause qu'ils défendaient en assurèrent le triomphe. Sans cesse sur la brèche, par leurs publications aussi bien que par leur enseignement, ils préparèrent largement le succès des travaux postérieurs de Savigny.
Christian Haubold partage donc avec Hugo l'honneur d'avoir tracé la voie qu'allaient parcourir victorieusement les jurisconsultes de la nouvelle école. Sans abandonner son cours d'histoire du droit romain, il accepta, en 1796, une chaire de droit saxon, et se consacra, pendant vingt-cinq ans à cet enseignement, qu'il développa dans de remarquables publications. Il fut chargé, en 1821, de représenter aux états de Saxe l'université de Leipzig, et fut nommé, la même année, chanoine de Mersebourg. Mais toutes ces luttes, tous ces travaux avaient grandement épuisé une constitution déjà délicate, et qui ne supportait l'énergie de Haubold que grâce à une grande sobriété et à une privation complète de plaisirs. Il n'avait jamais voulu se marier, et sa vie fut partagée entre les soins donnés à ses cours et la publication de ses livres.

## Œuvres (sélection)
- Historia juris romani tabulis synopticis illustrata, Leipzig, 1796.
- Institutiones juris romani litterariæ, Leipzig, 1809 ; ce volume, le seul qui ait paru, renferme une bibliographie complète du droit avant Justinien.
- Institutionum juris romani privati historico-dogmaticaria lineamenta, Leipzig, 1814, 2 vol. ; seconde édition en 1826.
- Manuale Basilicorum, exhibens collationem juris justinianei cum jure græco post justinianeo, indicem auctorum recentiorum, qui libros juris romani e græcis sub libris emendatorum interpretati sunt, ac titulos basilicos, cum jure justinianeo et religionis monumentis juris græci post-justinianei comparatos, Leipzig, 1819.
- Antiquitatum romanarum jurisprudentiam illustrantium syntagmata, Francfort, 1822.
- Lehrbuch des sächsischen Privatrechts, Leipzig, 1820.
- Doctrinӕ Pandectarum lineamenta, Leipzig, 1820.